# Jeffery Hale
Pour les articles homonymes, voir Hale.
Jeffery Hale, né le 19 avril 1803 à Québec et mort le 13 novembre 1864 à Tunbridge Wells, est un philanthrope britannique.

## Biographie
Il est le fils de John Hale et d'Elizabeth Frances Amherst. Éduqué en Angleterre, il s'engage dans la Royal Navy à quatorze ans. Il se rend aux Indes avec son frère Edward Hale alors que son oncle William Pitt Amherst en est le gouverneur. Sa position sociale lui permet de consacrer son temps à différentes sociétés de bienfaisance. En matière d'éducation, il appuie entre autres la Société de l’école britannique et canadienne du district de Québec, fondée par Joseph-François Perrault. Il fait également partie des fondateurs de la Banque de prévoyance et d'épargnes de Québec. Désirant procurer des institutions à la communauté anglicane de Québec, il finance la création d'un hôpital qui portera son nom ainsi que du cimetière Mount Hermon.